# Эклект
Эклект (лат. Eclectus; убит в 193 году) — римский вольноотпущенник, участник заговора против императора Коммода.

## Биография
О его жизни мало что известно. Согласно версии Юлия Капитолина, Эклект был вольноотпущенником императора Луция Вера. 
В правление императора Коммода занимал должность управляющего двора и согласно Диону Кассию, Эклект присутствовал на арене, когда Коммод участвовал в гладиаторских боях. Женой Эклекта была Марция – любовница Коммода и организатор его убийства.
После убийства Коммода Эклект вместе с префектом претория Квинтом Эмилием Летом отправились к Пертинаксу и попросили его принять верховную власть. Пертинакс сначала не поверил и послал слугу узнать правду. Когда факт смерти Коммода подтвердился, Пертинакс в сопровождении Лета отправился в лагерь преторианцев, где солдаты провозгласили его императором. 
Эклект оставался верен новому императору и был убит восставшими преторианцами, которые ворвались во дворец и убили Пертинакса. Вдова Эклекта Марция была казнена в правление императора Дидия Юлиана.